# Јулија Липницка
Јулија Вјачеславовна Липницка (рус. Ю́лия Вячесла́вовна Липни́цкая; Јекатеринбург, 5. јун 1998) руска је уметничка клизачица. Јулија Липницка је јуниорски светски шампион (2012), европски шампион (2014) и олимпијски шампион у екипној конкуренцији (Сочи 2014).

## Биографија
Од своје 4. године бави се уметничким клизањем. Тренира је Етери Тутберидзе, а једна од узора јој је италијанска клизачица Каролина Костнер. Дана 10. фебруара 2014. добила је награду заслужни спортиста Русије.

## Такмичарски резултати
| Такмичење / Сезона          | 2009./10. | 2010./11. | 2011./12. | 2012./13. | 2013./14. |
| --------------------------- | --------- | --------- | --------- | --------- | --------- |
| Олимпијске игре             |           |           |           |           | 5         |
| Светско првенство           |           |           |           |           | 2         |
| Европско првенство          |           |           |           |           | 1         |
| Финале Гран-при             |           |           |           | WD        | 2         |
| Руско првенство             |           | 4         | 2         | WD        | 2         |
| Светско јуниорско првенство |           |           | 1         | 2         |           |
| Финале јуниорског Гран-при  |           |           | 1         |           |           |
| Руско јуниорско првенство   | 5         | WD        | 1         | 5         |           |
| Екипа                       |           |           |           |           |           |
| Олимпијске игре             |           |           |           |           | 1         |